# 明法勘文
明法勘文（みょうぼうかんもん）とは、明法博士ら明法道の学者（明法家）が、諮問に対する解答として勘申した文書（勘文）。主として朝廷・院庁より個々の事件・問題に対する律令格式などによる法的解釈を諮問された場合の解答として行われるが、天皇や公卿などからの個別の質問や自問答による解答なども含まれる場合がある。

## 概要
通常は天皇や太政官の意向を受けた宣旨が外記局もしくは弁官局の史より明法博士に下され、それに対して勘文の形式で解答を出すことになる。当初は「明法曹司」などと呼ばれる明法博士の教授団（組織）に対して下される形式が取られたが、9世紀以後には明法博士個人に対して出されるようになった。勘文の範囲は刑事・民事を問わず行われ、後には明法道とは直接関係のない問題についても勘申が行われる場合もあった。なお、10世紀に入ると、官人の犯罪に関する裁判の権能が太政官の陣定に移された関係上、犯罪の罪名や処罰に関する明法勘文が大きな部分を占めて、特に「罪名勘文」（ざいみょうかんもん）とも呼ばれている。
日本最古の明法勘文は、『法曹類林』所収の大宝律令選任令の解釈に関するもので、当時は明法博士の官職が存在していなかったために、律令編纂に関与して令官を兼ねていた大納言藤原不比等と式部卿葛野王が回答している。また、明法博士による勘文に関する最古の記録は『続日本紀』天平宝字2年9月8日（丁丑/758年10月14日）条の国司交替に関する勘文を最古とする。また、『続日本後紀』承和13年11月14日（壬子/846年12月6日）条に引載された善愷訴訟事件（弁官伴善男が、弁官局で長年行われてきた慣例上の行政処理を僧尼令違反であるとして同僚弁官5名全員を告発した事件）における大判事讃岐永直・明法博士御輔長道・左大史川枯勝成による3通の勘文が知られている。
平安時代中期には明法勘文の文体が凡そ定型化されていった。まず、冒頭に勘申すべき事柄を「勘申～事」と記した上で次行より本文が開始される。最初は勘申の元となった宣旨本文を引用する。続いて勘申の根拠となる律令格式の本文を引用する（これは断獄律断罪引律令格式条によって規定されている）。また、後には勅撰の律令注釈書である『律集解』・『令集解』本文からも引用も同様の書式で行われている。その後に「勘決」と呼ばれる勘申者の見解・結論が記された。
こうした勘文は陣定・院評定などの会議資料として用いられた他、『法曹類林』や『政事要略』以下多くの明法家の著書に採録され、後には公家法の法源の1つとして扱われる場合もあった。また、個人が訴訟の参考にするために、明法家に意見（法家問答）を求め、その内容が記載された勘文を訴訟の証拠文書として提示される場合もあった。明法勘文そのものに法的効力はないものの、明法家による理非判断の先例が記された文書として訴訟の裁許に大きな影響を与え、公験に近い効力を持つ場合もあった。だが、鎌倉時代に入ると、明法家の解釈も自説に基づいて律令格式の引用・解釈が行われ、明法勘文の内容が一定ではなくなったために混乱が生じ、北条泰時が『御成敗式目』制定時に弟の重時に充てた書状でも明法家の恣意的な解釈引用で“人皆迷惑”しているという不信感が広がっている状況について記している。このため、『御成敗式目』では権門の口入を禁じ、外部の理非判断（明法勘文を含む）を排除する方針を採用した。
こうした明法勘文は、朝廷・院庁の政治的権威が京都とその周辺部で堅持されていた南北朝時代の頃までは盛んに作成されていたが、以後政治的権力の失墜とともに明法道も衰退し、明法勘文が作成されることはほとんど無くなったとされている。